# Дависон, Богумил
Богумил Дависон (1818 год, Царство Польское — 1872 год) — известный немецкий актер по национальности еврей.
Окончив гимназию Богумил Дависон дебютировал в Варшавском польском театре, потом играл первые роли в театрах Вильни и Львова. Изучив немецкий язык, он выступил во Львове перед немецкой публикой. Немецкие театры, однако, не сразу приняли в свою среду польского артиста. Своей новой карьерой он был обязан директору венского Бург-театра, Лаубе, под руководством которого стал выдающимся актером на сильные характерные роли в классических и по преимуществу костюмных пьесах (Мефистофель, Антоний, Нарпис, Шейлок, Гамлет, Ричард III).
Обладая красивою внешностью и приятным голосом, артист особенно выдавался тонкой разработкой подробностей ролей, начиная с внешней их отделки. Дависон, приглашенный в Дрезден, резко порвал с воспитавшим его театром. Он приезжал в Петербург.
Богумил Дависон умер от душевной болезни в 1872 году.